# Анн (тауншип)
Анн (англ. Ann) — тауншип в округе Коттонвуд в Миннесоте, США. В 2000 году его население составляло 191 человек.
По данным Бюро переписи населения США площадь тауншипа составляет 93,7 км², водоёмов нет.

## История
Тауншип был образован в 1876 году и был назван в честь жены местного окружного комиссара (county commissioner) по имени Энн (англ. Ann).

### Демография
По данным переписи населения 2000 года здесь находились 191 человек, 75 домохозяйств и 63 семьи. Плотность населения — 2,0 чел./км². На территории тауншипа расположено 84 постройки со средней плотностью 0,9 построек на один квадратный километр. Расовый состав населения: 99,48 % белых и 0,52 % приходится на две или более других рас. Испанцы или латиноамериканцы любой расы составляли 0,52 % от популяции тауншипа.
Из 75 домохозяйств в 28,0 % воспитывались дети до 18 лет, в 81,3 % проживали супружеские пары, в 2,7 % проживали незамужние женщины и в 16,0 % домохозяйств проживали несемейные люди. 14,7 % домохозяйств состояли из одного человека, при том 5,3 % из — одиноких пожилых людей старше 65 лет. Средний размер домохозяйства — 2,55, а семьи — 2,79 человека.
20,4 % населения — младше 18 лет, 7,9 % — в возрасте от 18 до 24 лет, 18,3 % — от 25 до 44, 29,3 % — от 45 до 64, и 24,1 % — старше 65 лет. Средний возраст — 46 лет. На каждые 100 женщин приходилось 109,9 мужчин. На каждые 100 женщин старше 18 приходилось 117,1 мужчин.
Средний годовой доход домохозяйства составлял 40 000 долларов, а средний годовой доход семьи — 41 071 доллар. Средний доход мужчин — 27 500 долларов, в то время как у женщин — 20 625. Доход на душу населения составил 20 134 доллара. За чертой бедности находились 2,9 % семей и 4,2 % всего населения тауншипа.